# Ardisia cabrerae
Ardisia cabrerae är en viveväxtart som beskrevs av J.J. Pipoly. Ardisia cabrerae ingår i släktet Ardisia och familjen viveväxter. Inga underarter finns listade i Catalogue of Life.